# Roberto Yebra
Saturnino Roberto Yebra (nacido el 18 de junio de 1919 en Santa Fe - fallecido el 12 de mayo de 1990 en ¿Banfield?) fue un exfutbolista argentino. Se desempeñaba como marcador central, y su debut profesional fue con Colón. Integró también la Selección Argentina, con la que se consagró campeón del Sudamericano 1945.

## Carrera

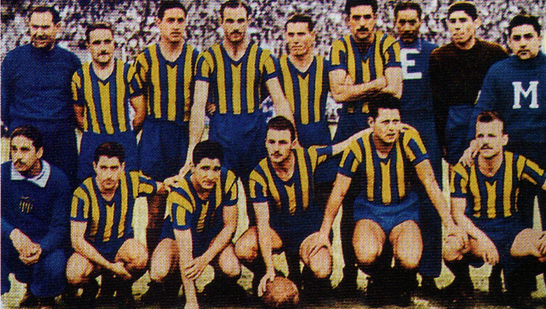
Rosario Central 1944. Parados: Casalini, Rivero, Yebra, Fógel, De Zorzi, Ricardo; hincados: B. Vilariño, Funes, R. Bravo, Aguirre, Vidal.

Dio sus primeros pasos en Gimnasia y Esgrima de Santa Fe en 1939 y su inicio como futbolista profesional se dio en Colón, aun jugando los torneos de la Liga Santafesina de Fútbol. En 1943 fue transferido a Rosario Central junto a sus compañeros de elenco Raúl Tenutta y Rubén Marracino.
Su primer encuentro oficial con la casaca auriazul sucedió el 13 de junio, como visitante ante Chacarita Juniors, con victoria centralista 2-1, válido por la 9.ª fecha del Campeonato de 1943. Su debut fue en reemplazo de Pedro Perucca, quien había sufrido una fractura en la fecha anterior.

Yebra (a la derecha) junto a De Zorzi y el legendario Zenón Díaz.

Comenzó entonces la dupla de marcadores centrales Yebra-Rodolfo De Zorzi, que junto al arquero Héctor Ricardo conformaron un triángulo defensivo de buen nivel, tanto que los tres integraron el plantel de la Selección Argentina durante el Campeonato Sudamericano 1945, con De Zorzi ya jugando en Boca Juniors. 
Hasta ese mismo 1945, Yebra disputó 77 partidos con la camiseta de Central,  siendo transferido a Racing Club al año siguiente, junto a Rubén Bravo y Héctor Ricardo. En la otra Academia jugó 30 partidos a lo largo de dos temporadas y media. Finalizó el Campeonato de 1948 vistiendo los colores de Banfield, club con el que marcó su único gol en Primera División de Argentina; fue el 8 de agosto por la 15.ª fecha frente a Huracán, empate en un tanto.

## Selección nacional
Sus buenas actuaciones en Rosario Central junto a Héctor Ricardo y Rodolfo De Zorzi le confirieron la posibilidad de integrar el plantel del elenco nacional en el Campeonato Sudamericano 1945, disputado en Chile. Allí jugó un único partido; el 7 de febrero frente a Colombia ingresó al minuto 57 en reemplazo de José Salomón. El encuentro finalizó 9-1 a favor de Argentina, que luego se coronaría en el torneo.

### Participaciones en la Copa América
| Copa                         | Sede  | Resultado | PJ | Goles |
| ---------------------------- | ----- | --------- | -- | ----- |
| Campeonato Sudamericano 1945 | Chile | Campeón   | 1  | 0     |

## Clubes
| Club            | País      | Año       |
| --------------- | --------- | --------- |
| Gimnasia (SF)   | Argentina | 1939      |
| Argentino (SF)  | Argentina | 1940-1943 |
| Colón           | Argentina | 1943      |
| Rosario Central | Argentina | 1943-1945 |
| Racing Club     | Argentina | 1946-1948 |
| Banfield        | Argentina | 1948      |

## Palmarés
| Equipo              | País                 | Título                  | Año  |
| ------------------- | -------------------- | ----------------------- | ---- |
| Selección Argentina | Bandera de Argentina | Campeonato Sudamericano | 1945 |